# Ahmad Zreik
Ahmad Adib Zreik (in arabo أحمد أديب زريق‎?; 27 ottobre 1990) è un calciatore libanese, centrocampista dell'Al-Wehdat.

## Biografia
Ahmad Adib Zreik è un calciatore libanese, centrocampista dell'Al-Wehdat. Nato a Bint Jbeil, Libano, Zreik ha iniziato la sua carriera calcistica nel club Ahed, dove è cresciuto nel settore giovanile prima di esordire in prima squadra nel 2008. Durante la sua carriera con l'Ahed, ha vinto numerosi titoli nazionali, inclusi sette campionati libanesi e la Coppa dell'AFC nel 2019.

## Carriera
Ahmad Zreik ha iniziato la sua carriera calcistica nel 2008 con l'Ahed, dove ha giocato per oltre un decennio. Durante il suo periodo al club, Zreik è diventato un pilastro del centrocampo, collezionando 122 presenze e segnando 38 gol. Con l'Ahed, ha vinto numerosi titoli, tra cui sette campionati libanesi e la Coppa dell'AFC nel 2019, consolidando la sua reputazione come uno dei migliori calciatori libanesi.
Nel 2021, Zreik ha deciso di trasferirsi all'Al-Wehdat, un club giordano di Amman, dove ha continuato la sua carriera. Fino ad oggi, ha totalizzato 3 presenze con il club senza segnare gol.

### Nazionale
Zreik ha fatto parte delle selezioni giovanili del Libano, giocando per la squadra Under-19 dal 2007 al 2008, ma ha anche rappresentato la nazionale maggiore del Libano dal 2009 al 2013, con 23 presenze e 2 gol.

## Caratteristiche tecniche
Zreik è un centrocampista offensivo che si distingue per la sua visione di gioco, capacità di dribbling e precisione nei passaggi. La sua versatilità gli ha permesso di giocare in diverse posizioni del centrocampo, sia come regista che come trequartista, ed è apprezzato per la sua abilità nel creare occasioni da gol per i compagni di squadra.

## Palmarès

### Club

#### Competizioni nazionali
- Supercoppa di Libano: 1

Ahed: 2019

#### Competizioni internazionali
- Coppa dell'AFC: 1

Ahed: 2019